# Franz Pamperl
Franz Pamperl, född 7 september 1897, var en österrikisk bobåkare. Han deltog vid olympiska vinterspelen 1928 i Sankt Moritz och placerade sig på sista plats efter att ha diskvalificerats i andra åket.